# Eldred Henry
Eldred Henry (Road Town, 18 settembre 1994) è un pesista e discobolo anglo-verginiano.

## Biografia
Henry ha iniziato a gareggiare internazionalmente per le Isole Vergini britanniche nelle categorie juniores a partire dal 2012. Dal 2014, con la partecipazione ai XX Giochi del Commonwealth ha debuttato anche nei seniores, prendendo parte in seguito anche a due edizioni dei Giochi panamericani e ad un Mondiale nel 2019. Nel 2016, è stato parte della delegazione nazionale ai Giochi olimpici di Rio de Janeiro 2016, non avanzando alle qualificazioni.

## Palmarès
| Anno | Manifestazione                   | Sede           | Evento           | Risultato | Prestazione | Note |
| ---- | -------------------------------- | -------------- | ---------------- | --------- | ----------- | ---- |
| 2012 | Campionati CAC juniores          | San Salvador   | Getto del peso   | 6º        | 16,32 m     |      |
| 2012 | Campionati CAC juniores          | San Salvador   | Lancio del disco | 4º        | 44,59 m     |      |
| 2013 | Giochi CARIFTA U20               | Nassau         | Getto del peso   | Bronzo    | 18,01 m     |      |
| 2013 | Giochi CARIFTA U20               | Nassau         | Lancio del disco | Bronzo    | 52,06 m     |      |
| 2013 | Campionati panamericani juniores | Medellín       | Getto del peso   | 4º        | 17,75 m     |      |
| 2013 | Campionati panamericani juniores | Medellín       | Lancio del disco | 5º        | 55,45 m     |      |
| 2014 | Giochi del Commonwealth          | Glasgow        | Getto del peso   | 16º (q)   | 17,08 m     |      |
| 2014 | Giochi del Commonwealth          | Glasgow        | Lancio del disco | 15º (q)   | 51,39 m     |      |
| 2014 | Campionati NACAC under 23        | Kamloops       | Getto del peso   | 5º        | 16,98 m     |      |
| 2014 | Campionati NACAC under 23        | Kamloops       | Lancio del disco | 4º        | 52,15 m     |      |
| 2015 | Giochi panamericani              | Toronto        | Getto del peso   | 12º       | 16,47 m     |      |
| 2015 | Giochi panamericani              | Toronto        | Lancio del disco | nm        | nm          |      |
| 2015 | Campionati NACAC                 | San José       | Getto del peso   | 5º        | 18,49 m     |      |
| 2015 | Campionati NACAC                 | San José       | Lancio del disco | 6º        | 52,82 m     |      |
| 2016 | Campionati OECS                  | Road Town      | Getto del peso   | Argento   | 18,41 m     |      |
| 2016 | Campionati OECS                  | Road Town      | Lancio del disco | Oro       | 53,22 m     |      |
| 2016 | Campionati NACAC under 23        | San Salvador   | Getto del peso   | Bronzo    | 19,11 m     |      |
| 2016 | Campionati NACAC under 23        | San Salvador   | Lancio del disco | Bronzo    | 56,45 m     |      |
| 2016 | Giochi olimpici                  | Rio de Janeiro | Getto del peso   | 34º (q)   | 17,07 m     |      |
| 2017 | Campionati OECS                  | Saint George's | Getto del peso   | Oro       | 18,70 m     |      |
| 2017 | Campionati OECS                  | Saint George's | Lancio del disco | Argento   | 48,31 m     |      |
| 2018 | Giochi del Commonwealth          | Gold Coast     | Getto del peso   | 11º       | 18,19 m     |      |
| 2018 | Giochi del Commonwealth          | Gold Coast     | Lancio del disco | 11º       | 50,96 m     |      |
| 2018 | Giochi CAC                       | Barranquilla   | Getto del peso   | Bronzo    | 20,18 m     |      |
| 2018 | Campionati NACAC                 | Toronto        | Getto del peso   | 5º        | 20,63 m     |      |
| 2019 | Giochi panamericani              | Lima           | Getto del peso   | 6º        | 19,82 m     |      |
| 2019 | Mondiali                         | Doha           | Getto del peso   | 21º (q)   | 20,13 m     |      |
| 2022 | Giochi del Commonwealth          | Birmingham     | Getto del peso   | 5º        | 19,97 m     |      |
| 2022 | Campionati NACAC                 | Freeport       | Getto del peso   | 4º        | 18,78 m     |      |
| 2023 | Giochi CAC                       | San Salvador   | Getto del peso   | 6º        | 18,12 m     |      |
| 2023 | Giochi panamericani              | Santiago       | Getto del peso   | 11º       | 16,98 m     |      |